# 糟屋武則
糟屋 武則（かすや たけのり）は、安土桃山時代から江戸時代にかけての武将・大名。賤ヶ岳の七本槍の一人。
姓は他に糟谷、粕屋、加須屋、賀須屋などとも記され、有名な名乗りとしては加須屋 真雄（かすや さねお/さねかつ）がある。他にも、数政、宗重、真安、直雄、宗孝など武則の別名として伝わっているが、年代によって違うことから、本人の名なのか子なのか混乱もある。

## 生涯

### 出自
糟屋氏は、播磨国加古川城を拠点に鎌倉時代から続く武家で、戦国時代には別所氏の家臣であった。
通説では、武則は永禄5年（1562年）に播磨の志村某の子として生まれたとされる。母は小寺政職の妹で、この女性は初め糟屋朝貞へ嫁ぎ、朝正（友政）を産んだ後に離縁して、播磨国人の志村氏と再嫁して武則を産んだ。その後、この夫とは死別したので、武則を長男の朝正に託した。糟屋氏の当主となっていた朝正は異父弟の武則を養弟として養育したという。この恩から武則は志村姓を捨てて、加須屋（糟屋）を名乗るようになったとする。
一方で、武則は粕谷則頼（玄蕃允）の次男であったとする異説もある。
また『寛政重修諸家譜』は異なる系図を示して、武則は、糟屋忠安（兵庫助）の4男の数政（かずまさ）であるとし、弟相喜の子政忠が旗本となって存続したとしているが、これらは駿河国や遠江国の人物であり、糟屋氏の経歴とは辻褄が合わず、関連は疑わしい。

### 大名への立身
天正5年（1577年）の羽柴秀吉の播磨攻めの時、別所長治に従っていた加古川城主の武則は、小寺孝高の説得により退去して、加古川城に戻った。
同年、武則は孝高の推挙により羽柴秀吉の小姓頭となり、三木合戦に参戦した。その支城である野口城の攻略が武則の初陣となる。更に三木城の攻防戦では箕谷ノ上付城を守り、包囲網の一翼を担った。
一方、朝正は三木の合戦の一戦である平井山合戦（天正7年2月6日（1579年3月2日））で討死したので、天正8年（1580年）に武則が家督を相続した。
その後も中国戦役に従軍していたと考えられるが、天正10年6月2日（1582年6月21日）に本能寺の変が起こると、武則は秀吉の中国大返しに従って、6月13日の山崎の戦いに参加した。10月15日には、大徳寺で行われた織田信長の葬儀に陪臣として参列した。
天正11年（1583年）、賤ヶ岳の戦いでは、武則は「金の角取紙のエヅルの指物」の出立ちで、佐久間盛政配下の宿屋七左衛門と槍を合わせた。宿屋七左衛門は烏打坂の南に踏みとどまって桜井佐吉家一と戦っていたが、佐吉が宿屋に斬りつけられたところへ武則が突進して佐吉を助け、七左衛門が槍を突き出したところで武則が一槍で突き殺したという。こうして、秀吉の面前の西の切り通し付近で奮戦して武功を立てた武則は、福島正則や加藤清正ら（賤ヶ岳の七本槍）と共に一番槍の賞詞が6月5日に渡され、8月1日、播磨国加古郡に2,000石、河内国河内郡に1,000石など合わせて3,000石余を拝領した。
天正12年（1584年）の小牧・長久手の戦いでは、陣立書から他の七本槍と共に馬廻衆として兵150名を率いて本陣を守っていたと考えられる。天正14年（1586年）に方広寺大仏（京の大仏）の作事奉行を務め、同年、従五位下内膳正に叙任された。天正15年（1587年）の九州征伐にも兵150名を動員して従軍しており、同年3月には秀吉から加古川を軍勢が滞りなく渡河出来るよう集められるだけの船の調達を命じられている。更に九州平定後の同年5月には、秀吉より将来の大陸出兵に備えて博多で城普請に従事するよう指示されたが、博多への築城は実際には行われなかった。
天正16年4月14日（1588年5月10日）後陽成天皇の聚楽第行幸の際には天皇の行列に供奉している。天正18年（1590年）の小田原征伐にも兵150名を動員して参加した。なお武則はこれら天下統一に至るまでの戦役のほとんどで後備として秀吉の周囲を守るか後方支援にあたっていた。
天正19年（1591年）には近江国検地奉行となって増田長盛らと共に検地を行っており、近江坂田郡にある秀吉の蔵入地（直轄領）1万2,000石の代官にも任じられていた。この他大和国宇陀においても検地奉行や秀吉の蔵入地の代官を務めていたとされる。
文禄元年（1592年）の文禄の役では、目付として片桐且元らと共に200名の手勢を引き連れて名護屋城へ出兵し、織田秀信の九番隊に属して朝鮮に渡海した。現地では且元らと共に石田三成ら奉行衆の配下の「御代官衆（御小姓衆）」に位置付けられ、占領地の代官を担うものとされていたようである。それ以外にも太田一吉や新庄直忠と共に占領地で離散した朝鮮住民に帰還を促す訓令を発布するなどしたほか、晋州城攻防戦に参加して活躍している。翌年、講和に向けた休戦に伴って帰国した。
帰国後、文禄2年（1593年）には自領に近い播磨三木郡の秀吉の蔵入地1万石の代官に任じられている。更に実態ははっきりしないものの、中川秀成移封後の三木城歴代城番の一人としても武則の名が伝わっている。文禄3年（1594年）には伏見城の普請にも参加した。
文禄4年（1595年）に豊臣秀次が失脚すると、秀次が高野山に出発するまでの間、伏見の武則の屋敷に秀次を軟禁したという。秀次事件の直後の同年8月17日にはかつての賤ヶ岳での戦功を追賞するとの名目で播磨国内にて6,000石の加増を受け、加古川城主1万2,000石の大名となった。
慶長3年（1598年）に秀吉が死去すると、形見分けとして遺物金10枚を拝領した。
慶長5年（1600年）、関ヶ原の戦いが起こると、360名の兵を率いて文治派奉行衆を中心とした石田三成方の西軍に加わり、同じ播磨の木下延俊と共に伏見城の戦いに参加した。更に関ヶ原の本戦では宇喜多秀家隊に属して奮戦したと言われている（関ヶ原本戦の配置参照）。関ヶ原の戦いの戦後処理で家禄を没収されて改易された。

### 晩年
晩年に関しても諸説あり、正確なことはわかっていない。
武則（宗孝）は、関ヶ原の戦いで改易されたが、後に許され、慶長7年（1602年）に旗本として召抱えられ、500石という小禄ながら徳川家臣となったという説もある。ある説では、武則は隠居して子である八兵衛を立てて家名の存続を計ったが、慶長6年（1601年）秋に武則（宗孝）、慶長7年（1602年）春に八兵衛が死去したことにより、慶長7年9月15日（1602年10月29日）に領地を没収された。同年旧暦10月（11月）、駿河今川氏の家臣であったという弟・糟谷但馬守相喜の子政忠が、この時には徳川家に仕えていたので、この人物が糟屋家を相続させて、500石を拝領したという。
他方で、『加古川市誌』によると、武則は伏見にて毒により文禄年間に死去しており、跡を子である宗孝が継ぎ、関ヶ原の戦いに西軍として参加したが、敗れたため改易された。慶長7年（1602年）に領地を1万2,000石に回復したが、元和元年（1615年）大坂夏の陣にて討死にしたという。なお、糟屋氏の菩提寺である称名寺の寺記では、宗孝は、元和9年8月14日（1623年9月8日）に死去したと記されている。
また別の説では、慶長7年（1602年）から慶長15年（1610年）の間、武則と八兵衛安長が備中国吉城に入封したとも伝わっている

## その他

### 逸話
- ある時黒田孝高から黒田長政の師範となるように頼まれ、快諾の証として賤ヶ岳で使った槍を長政に贈ろうとした所、長政は「古来より槍の師範を取って功を為すなど聞いたことがありません」と言って断った。これを聞いた武則は、長政のことを何れ大功を上げる人物になるだろうと高く評価したという（『名将言行録』）。

- 奈良県宇陀市の悟真寺は、文禄4年（1595年）に加須屋内膳正によって再興されたと伝えられており、加須屋からの寄進状が残されている[25]。

- 滋賀県長浜市の長浜市立長浜城歴史博物館に武則所用と伝わる銘助光の大身槍（平三角槍）が所蔵されている。伝来した松平家の家伝によると、同家から糟屋家に嫁いだ娘が、糟屋家断絶の折に持ち帰ったものだという[26]。

### 子孫など
- 黒田二十四騎の一人、益田正親の室は武則の次男である加藤権左衛門の娘とされる[27][注 15]。

- 武則の子である十左衛門は父の改易後、慶長12年（1607年）に加賀藩主の前田利長に500石で召し抱えられたともいう[28]。

- 武則の弟である助兵衛の子、加須屋武成は会津藩主の保科正之に召し抱えられて会津藩における弓術日置流道雪派の祖となり、後に「天下の三射人」の一人に数えられた。

- 鳥取藩主の池田家にも武則の一族とされる家系が仕えており、同家には武則が秀吉から拝領したと伝わる錦の頭巾が伝来している[29]。

- 武則の弟である武政は大坂夏の陣の後、現在の加古川市米田町船頭で帰農したという[30]。